# Лутон Таун
«Лу́тон Та́ун» (полное название — Футбольный клуб «Лу́тон Та́ун»; англ. Luton Town Football Club, английское произношение: [ˈluːtən ˈtaun 'futbɔ:l klʌb]) — английский футбольный клуб из города Лутон, графство Бедфордшир, Восточная Англия. Основан 11 апреля 1885 года. Стал первой командой из южной Англии, начавшей выплачивать игрокам деньги за их выступление. Домашним стадионом клуба является открытый в 1905 году «Кенилуэрт Роуд», вмещающий более 10 тысяч зрителей. Цвета клуба — оранжево-бело-синие.
История клуба была насыщенна на события. Из-за финансовых трудностей, выбыв из трёх подряд дивизионов Футбольной лиги, в 2009 году «Лутон Таун» оказался в Национальной конференции, пятом по значимости футбольном турнире Англии. В сезоне 2013/14 «Лутон Таун» выиграл этот турнир и вернулся в Лигу 2. Самым успешным периодом для «шляпников» считается период с 1982 по 1992 год, когда клуб выступал в высшем дивизионе и завоевал свой единственный крупный трофей — Кубок Футбольной лиги, победив в финале 1988 года лондонский «Арсенал».
Выступает в Лиге 1, третьем по значимости дивизионе в системе футбольных лиг Англии.
Прозвище команды — «шляпники» (англ. The Hatters) — связано с многолетней историей шляпного производства в Бедфордшире.

## История

### 1885—1910
Клуб образован в 1885 году в результате объединения клубов «Уондерерс», который был достаточно известен и даже выступал в Кубке Англии, и «Эксельсиор», и стал первым полностью профессиональным футбольным клубом в Южной Англии в 1890 году, начав выплачивать заработную плату игрокам. Вскоре «Лутон» вступил в Футбольную лигу и в 1897 году и провёл свой первый матч в рамках организованного чемпионата 6 октября 1894 года против «Миллуола», потерпев поражение со счётом 3:4. Затем клуб из-за тяжёлой финансовой ситуации, вызванной малой популярностью и низкими продажами билетов, впал в кризис и в 1900 году покинул лигу. После вылета «Лутон» вернулся в Южную Лигу и в 1905 году и переехал на стадион «Кенилворт Роуд», где играет и поныне (до этого клуб выступал на стадионе «Данстейбл Роуд» в пригороде Лутона).

### 1910—1950
В сезоне 1911/12 «Лутон» вылетел во Второй Дивизион Южной Лиги, но вернулся уже через два сезона. В 1913 году ввиду плачевной финансовой ситуации был основан функционирующий и сейчас клуб болельщиков — Luton Town Supporters Club, каждый член которого платил ежегодный взнос в размере 60 фунтов. Во многом за счёт именно такого притока капитала «Лутон» сумел избежать финансового краха. В военное и раннее послевоенное время «Лутон», как и большинство других команд, выступал лишь в товарищеских турнирах. Знаменитым в те годы стал молодой нападающий Эрни Симмс, забивший 101 гол за шесть сезонов в составе «шляпников» и игравший за национальную сборную. «Лутон» вернулся в Футбольную лигу в 1920 году и выступал в ней вплоть до 2009 года. В сезоне 1937/38, клуб, ведомый знаменитым Джо Пэйном, забившем 55 голов в 39 матчах, несмотря на провальный старт и вылет из Кубка Англии вышел во Второй дивизион. Пэйну также принадлежит рекорд Футбольной лиги по числу забитых в одном матче мячей: в матче против «Бристоль Роверс» он отличился десять раз.

### 1950—1978
В начале 1950-х годов «Лутон» во главе с Дэлли Дунканом породил сразу нескольких клубных легенд: в частности, Боба Мортона, установившего абсолютный рекорд в виде 562 матча за клуб, Гордона Тёрнера, лучшего бомбардира команды, забившего 243 гола, и уверенно выступавшего за национальную сборную Сида Оуэна. В 1956 году, заняв во Втором Дивизионе второе место, «Лутон» впервые пробился в высший дивизион, а в 1959 году, команда участвовала в финале Кубка Англии, где уступила «Ноттингем Форест». «Шляпники» покинули элиту в 1960 году, и в сезоне 1964—1965 выступали уже в четвёртом дивизионе. Следуя классическому образу yo-yo team, «Лутон» начал путь обратно и во многом благодаря молодому и талантливому шотландцу Брюсу Райоку в 1974 году вновь пробился в Первый дивизион. Тем не менее, обосноваться на новом уровне «Таун» так и не смогли и вновь завершили сезон в зоне вылета. В клубе в очередной раз начался финансовый кризис, но команда выступила на удивление здорово, сумев не растерять свои былые позиции.

### 1978—1992

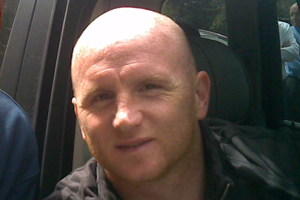
Джон Хартсон

В 1978 году пост главного тренера занял бывший игрок и легенда клуба Дэвид Плит и в сезоне 1982/83 «Лутон» снова пробился в высший дивизион. На протяжении всего сезона команда боролась за выживание и в последнем, решающем матче сезона должна была играть на выезде с прямым конкурентом — «Манчестер Сити», который устраивала и ничья. Матч выдался тяжёлым, но уже в добавленное время Радомир «Радди» Антич сумел забить победный гол и спасти команду от вылета.
Этот выдающийся матч стал легендарным благодаря безумному танцу обычно спокойного и сдержанного Дэвида Плита и невероятно бурной радости игроков и болельщиков. В сезоне 1986/87 «Лутон» финишировал седьмым, что стало лучшим достижением «шляпников» за всю историю их существования. В 1988 году «Лутон» стал победителем Кубка Футбольной лиги, когда, голы Дэнни Вильсона и Брайана Стейна в последние десять минут принесли клубу сенсационную победу над «Арсеналом» со счётом 3:2. В сезоне 1988/89 «Лутон» снова играл в финале Кубка Футбольной лиги, но на этот раз проиграл «Ноттингем Форест» со счётом 1:3. В команде вновь начался спад, и по итогам сезона 1991/92 клуб покинул высший дивизион, упустив тем самым возможность стать одним из клубов-основателей Премьер-Лиги.

### 1992—2000
Эта неудача заставила боссов «Лутона» продать множество ведущих игроков, таких как Кингсли Блэк, Ларс Эльструп, Иан Доуи и Тим Брейкер. Однако, несмотря на огромные доходы от трансферов, команда толком не смогла усилиться в межсезонье. На спасение клуба были вызваны экс-главный тренер Дэвид Плит и экс-игроки Брайан Стейн и Мик Харфорд, но это не спасло команду от провала — «Лутон» менял игроков как перчатки и вскоре угодил в зону вылета. Судьба команды решалась в последнем туре, когда «Лутон» встречался на выезде с уже вылетевшим «Ноттс Каунти». Для того, чтобы остаться в лиге, нужно было одержать первую выездную победу и надеяться, что «Ковентри Сити» уступит на выезде «Астон Вилле». «Лутон» открыл счёт благодаря голу Джулиана Джеймса, но два поздних гола, забитые Робом Мэттьюзом, отправили «шляпников» в третий дивизион. После вылета «Лутон» вновь устроил «распродажу» игроков, продав в частности Мика Харфорда в «Челси». По ходу сезона клуб сумел усилиться Керри Диксоном, который, выступая в связке с Филом Грэем, сумел спасти «Лутон» от ещё одного вылета. Сезон 1993/94 ознаменовался важнейшей для клуба продажей Джона Хартсона в «Арсенал» за 2.5 миллиона фунтов, что в те годы стало рекордом для игроков до 21 года. «Шляпники» завершили сезон на 16 месте, а Дэвид Плит снова покинул клуб, уйдя в «Шеффилд Уэнсдей». В следующем сезоне «Лутон Таун», несмотря на провальный старт, занял третье место и пробился в серию плей-офф, где проиграл «Кру Александре». В следующем году «Лутон» снова заработал деньги на продаже игроков: за миллион фунтов в «Арсенал» отправился Мэттью Апсон. Еле выжив в сезоне 1997/98, в следующем сезоне «шляпники» заняли уверенное двенадцатое место, и дойдя до четвертьфинала Кубка Футбольной лиги, продолжив продажу игроков для восполнения финансового баланса.

### 2000—2014

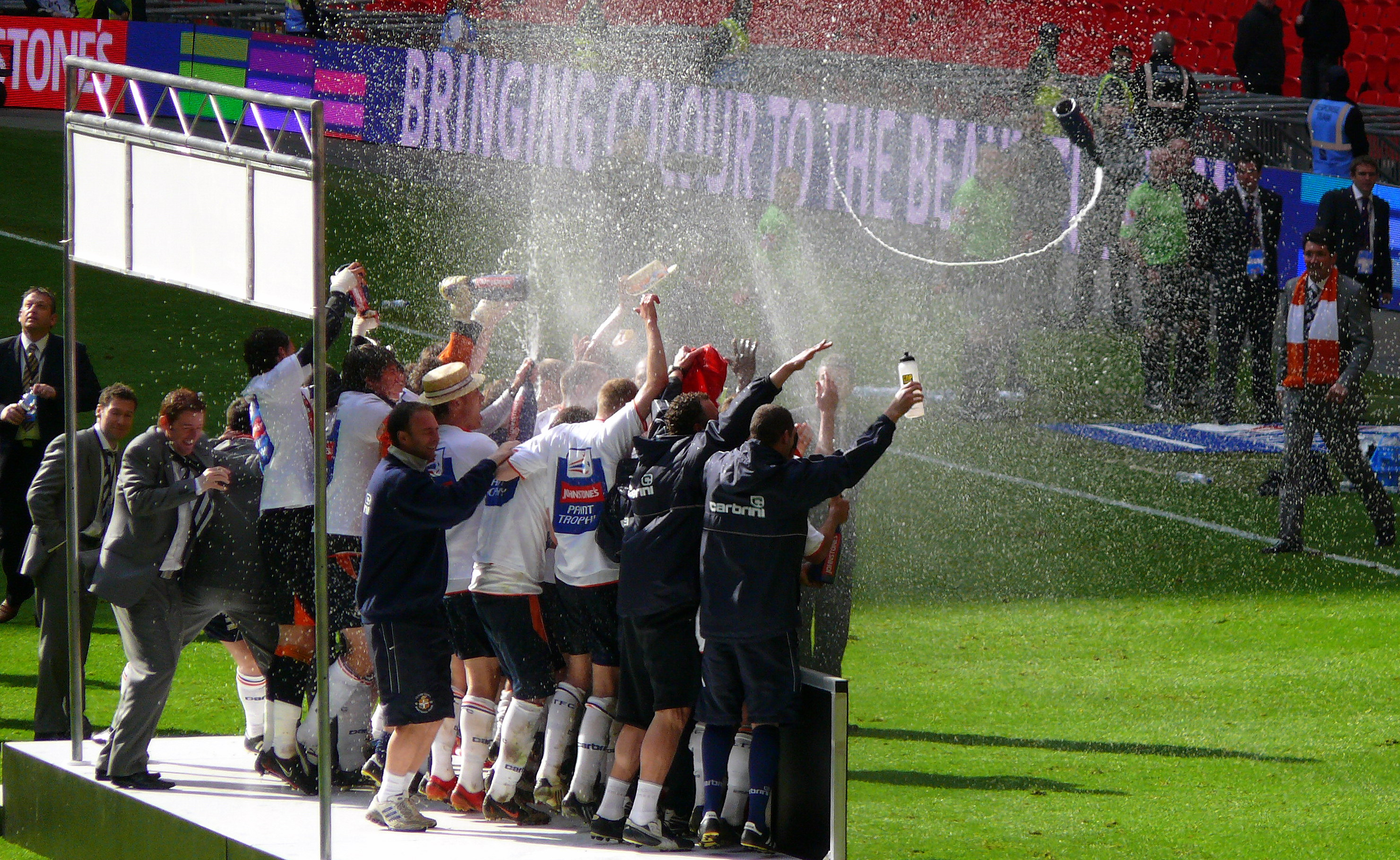
Завоевание Трофея футбольной лиги

В 21 век «Лутон» вступил неудачно, по итогам сезона 2000/01 вылетев в четвёртый дивизион. Несмотря на это, уже в следующем сезоне «шляпники» под руководством Джо Киннира, побили рекорд клуба по количеству побед и без труда завоевали путёвку обратно. В сезоне 2004/05 «Лутон» уже под руководством Майка Ньюэлла выиграл чемпионат Лиги Один и вышел в Чемпионшип, где сразу же сумел неплохо закрепиться. Несмотря на неплохой старт, в сезоне 2006/07 «шляпники» покинули дивизион и снова начали падение, в следующем сезоне вылетев и из Лиги Один. В этом сезоне с команды было снято 10 очков за различные финансовые нарушения. Клуб впал в глубокий финансовый кризис, попал под внешнее управление, ходили даже слухи о возможной ликвидации команды. В итоге сезон 2008/09 «Лутон» решением Футбольной ассоциации Англии начал с показателем −30 очков, что фактически стало рекордным снятием очков в истории мирового футбола.
Единственной надеждой «Лутона» тогда стал Трофей Футбольной лиги, который «шляпники» неожиданно взяли, обыграв в финале «Сканторп Юнайтед» со счётом 3:2. Это обрадовало отчаявшихся болельщиков, но от вылета из Лиги Два было уже не спастись. Через 8 дней «шляпники» окончательно потеряли даже теоретические шансы на сохранение прописки, и по итогам сезона «Лутон» впервые с 1920 года покинул Футбольную Лигу. После этого «Таун» провёл четыре неудачных сезона в Национальной Конференции, сначала трижды уступив в серии плей-офф (в 2010 году в полуфинале «Йорк Сити» (0:1; 0:1), в 2011 — в финале «АФК Уимблдону» (0:0 и 3:5 в серии пенальти) и в 2012 — снова в финале «Йорк Сити» (1:2)), а затем и вовсе финишировав лишь седьмым.
При этом, команде удалось стать лишь вторым английским клубом и первым за последние с 1989 года после поражения «Ковентри» клубу «Саттон Юнайтед», который в любительском статусе обыграл команду из премьер лиги. Это произошло 26 января 2013 года в Кубке Англии, в гостях со счётом 1:0 был повержен «Норвич Сити» с вышедшим в основе в том матче форвардом сборной Англии Харри Кейном. Единственный гол на 80 минуте забил Скотт Ренделл, вышедший в той игре на замену. В том турнире команда прошла до 1/8 финала в Кубке Англии, уступив дома 0:3 «Миллуоллу». После серии неудач в сезоне 2012/13 главный тренер команды Пол Бакл ушёл в отставку, и 26 февраля новым главным тренером «Лутона» стал Джон Стилл, до этого почти 9 лет проработавший с «Дагенем энд Редбридж». С ним «Лутон Таун» уже в сезоне 2013/14 смог занять в турнире 1-е место, набрав 101 очко и опередив ближайшего конкурента на 19 баллов. Это позволило клубу вновь вернуться в Лигу Два.

### После возвращения в Футбольную лигу

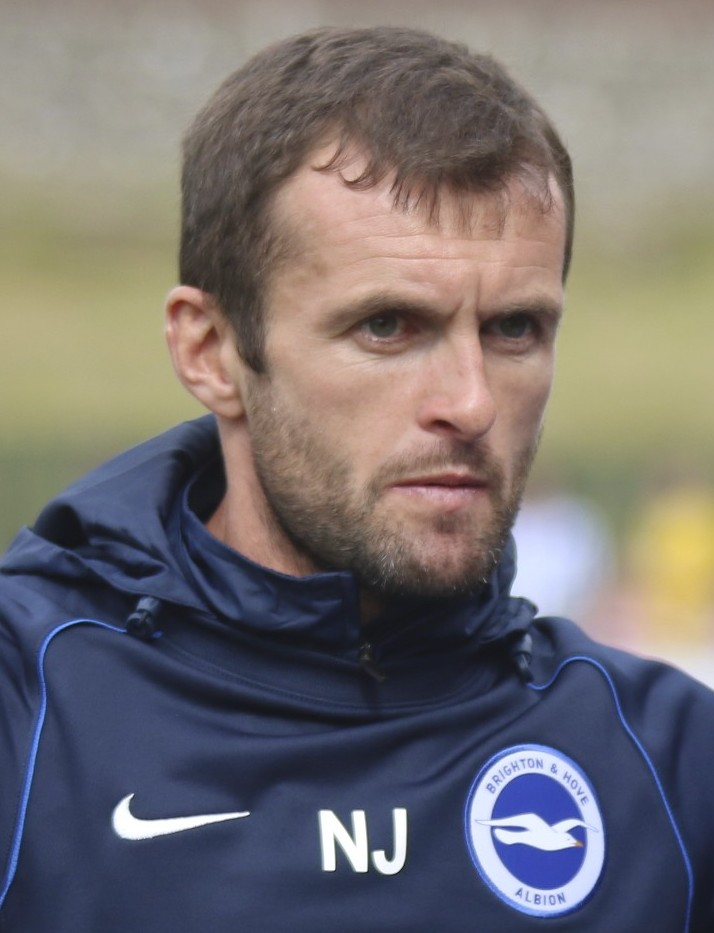
Натан Джонс помог клубу проделать путь от середняка Лиги 2 до одного из претендентов на выход в АПЛ

6 января 2016 года команду возглавил валлийский специалист Нейтан Джонс, что стало одним из самых эпохальных событий в современной истории клуба. В сезоне 2016/17 команда заняла 4-е место, что позволило ей сыграть в плей-офф за повышение в Лигу 1, где в полуфинале они уступили «Блэкпулу».
В сезоне 2017/18 «Лутон» смог добиться прямого повышения в классе, заняв в лиге второе место. В следующем сезоне «шляпники» сходу выиграли Лигу 1 и впервые с сезона 2006/07 заслужили право выступать в Чемпионшипе.
В сезоне 2021/22 клуб занял 6-е место в Чемпионшипе и впервые за долгие годы получил шанс сыграть в АПЛ. В стыковых матчах команда уступила «Хаддерсфилду».
10 ноября 2022 года Джонс ушёл с поста главного тренера клуба и перешёл на аналогичную роль в «Саутгемптоне». Через несколько дней новым тренером «Лутона» стал Роб Эдвардс. В сезоне 2022/23 команда снова попала в плей-офф, заняв на 3-е место, при этом до последнего претендовав на прямое повышение в классе. В полуфинале «шляпники» сумме двух встреч одолели «Сандерленд», несмотря на поражение в первом матче.
27 мая 2023 года, переиграв в финале плей-офф «Ковентри Сити», «Лутон» впервые в истории вышел в английскую Премьер-лигу и впервые с 1992 года получил право сыграть в элитном дивизионе.

## Стадион и болельщики

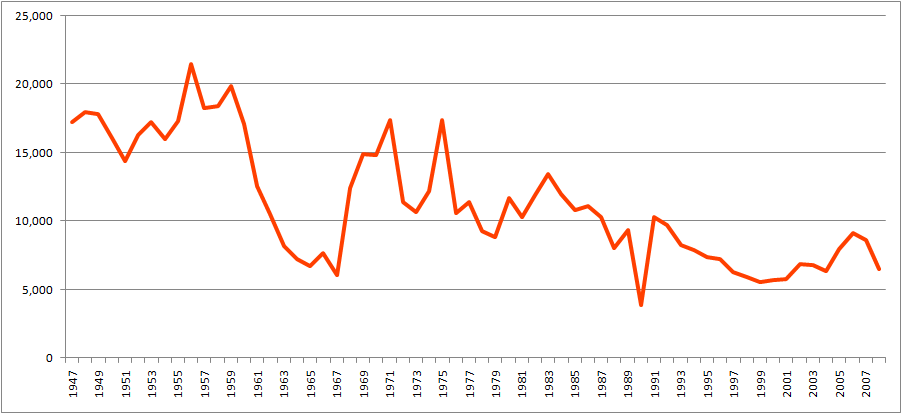
Средняя посещаемость матчей «Лутон Таун» с 1947 по 2008 год

«Лутон Таун», выступая в Национальной конференции, являлся самой популярной командой в лиге: средняя посещаемость в сезоне 2010/11 составила 6242 зрителя на матч. Для сравнения, «АФК Уимблдон», вторая команда по этому показателю, имела среднюю посещаемость лишь в 3390 зрителей. Впоследствии, уже в Футбольной лиге, «Лутон Таун» стал одним из лидеров Лиги 2 по заполняемости стадиона.
Команда имеет два крупнейших клуба болельщиков: официальный Luton Town Supporters Club и неофициальный Loyal Luton Supporters Club, также существуют фан-клубы в других странах.
Талисманом клуба является «Хэппи Гарри» (Happy Harry), он приветствует игроков и болельщиков перед каждым домашним матчем. Раньше клуб выпускал бесплатный фанзин под названием Half-time Orange, но сейчас выходит только предматчевая программка под названием Talk of the Town.

### Новый стадион
В апреле 2016 года стало известно о планах строительства нового стадиона — «Пауэр Корт» (Power Court), вместимость которого составит около 23 000 человек. Работы планируется завершить к 2024 году.
В мае 2023 года городские власти Лутона скорректировали планы по строительству нового стадиона, работы продляться 24—36 месяцев и завершатся в 2026 году, независимо от результатов выступлений клуба. Вместимость стадиона составит 19 500 зрителей, с возможностью установки ещё четырёх тысяч мест. Разработкой проекта и будущего строительства занимались власти самого города совместно с фирмой 2020 Developments.
В декабре 2024 года комитет по планированию городского совета Лутона одобрил заявку на строительство стадиона в центральной части города вместимостью 25 000 зрителей. Ввод стадиона в эксплуатацию планируется на 2027—2028 год.

## Противостояния

### Противостояние с «Уотфордом»
Главным соперником для поклонников «Лутон Тауна» является расположенный в соседнем Хартфордшире футбольный клуб «Уотфорд». С 1900 по 1920 годы команды регулярно играли в Южной лиге, после чего занимались тем же в футбольной лиге вплоть до 1937 года, когда «Лутон» вышел в третий южный дивизион. До 1963 года Уотфорд" пребывал в более низших дивизионах, чем их соперники.
В 1960-х и 1970-х команды периодически встречались друг с другом, и в этот период градус противостояния между ними возрос. Так, на матче 1969 года с игрового поля были удалены сразу три игрока. В сезоне 1981/1982 года оба клуба пробились в первый дивизион, при этом «шляпники» ещё и завоевали чемпионство. Обе команды вместе и покинули этот дивизион в сезоне 1995/1996 года, когда «Уотфорд» занял 23 место, а «Лутон» — 24-е. Вылет «шершней» из второго дивизиона в сезоне 1997/98 года стал причиной временного отсутствия новых игр, за исключением матча в Кубке лиги 2002/2003, который завершился массовыми беспорядками, вплоть до возвращения «Лутона» в Чемпионшип сезоне 2005/2006. 2 января 2006 года «Уотфорд» победил на «Кенилворт Роуд» со счётом 2:1, 9 апреля 2006 года матч закончился со счётом 1:1, благодаря чему «шершни» получили право на участие в плей-офф и смогли вернуться в премьер-лигу. Первая с того момента встреча между извечными соперниками случилась в сезоне 2020/2021.

## Цвета и форма
Клуб за всю свою историю имел две основных цветовых схемы. В начале у команды вообще не было фиксированной формы, а затем «шляпники» играли в довольно банальных бело-голубых цветах. Тем не менее, большую часть времени начиная с 1920 года «Лутон» выступал в чёрно-белых цветах: белые футболки, чёрные трусы и белые или чёрные гетры. В 1973 году тогдашний президент «Лутона» Гарри Халсам кардинально поменял расцветку на оранжевый и тёмно-синий для того, чтобы сделать клуб более узнаваемым, но в 1979 году чёрно-белые цвета вернули, оставив оранжевыми лишь детали. «Шляпники» выступали так до сезона 1999/00, когда клуб провёл сезон в оранжево-голубых цветах. На следующий год «Лутон» вновь вернулся к классическому сочетанию. В 2008 команда ещё раз оделась в бело-сине-оранжевую форму, а в 2009 цвета и вовсе стали необычными — оранжевая футболка, белые трусы и белые гетры с оранжевой полосой. Тёмно-синие трусы вернули в 2011 году.

## Рекорды и статистика

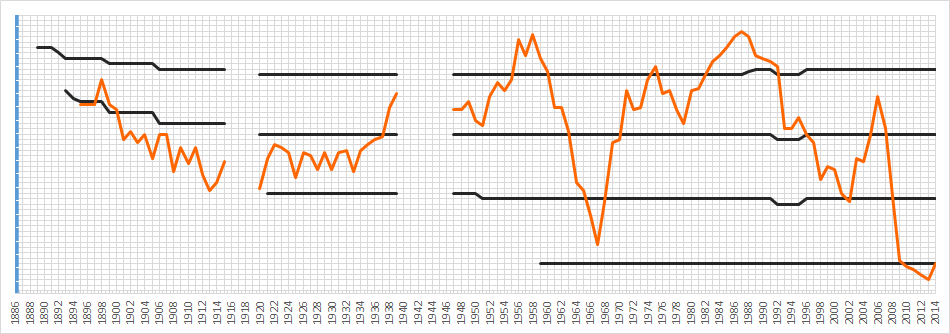
Статистика выступлений клуба в Футбольной лиге

Рекордсменом клуба по количеству сыгранных матчей является Боб Мортон (в клубе с 1945 по 1964), сыгравший 562 матча за «Лутон Таун» во всех соревнованиях. Также он держит рекорд и по количеству сыгранных в Футбольной лиге матчей. Шестеро игроков (Гордон Тернер, Энди Ренни, Брайан Стейн, Эрни Симмс, Герберт Муди и Стив Ховард) сумели забить за «Лутон» более ста мячей, причём Тернер установил абсолютный рекорд в виде 243 голов. Первым вызванным в национальную сборную футболистом «шляпников» стал Роберт Хоукс, сыгравший за сборную Англии в матче против Ирландии 16 февраля 1907 года, а наиболее часто — Мэл Донахи, который, будучи игроком «Лутон Таун», провёл 58 матчей за национальную команду Северной Ирландии. Первым игроком клуба, забившим гол за сборную, стал Джо Пейн, дважды отличившийся в матче против Финляндии 20 мая 1937 года. Он же удерживает и уже упомянутый рекорд клуба (а по совместительству и всей Футбольной лиги) по количеству забитых в одном матче мячей — 10 голов в матче против «Бристоль Роверс» 13 апреля 1936 года.
Крупнейшую победу в кубке «Лутон Таун» одержал 21 ноября 1914 года в матче против «Грейт Ярмут Таун», а в лиге — 13 апреля 1936 года в матче против «Бристоль Роверс», выступая тогда во Втором дивизионе. Крупнейшее поражение в своей истории «Лутон Таун» потерпел 12 ноября 1898 года, пропустив девять безответных мячей от «Бирмингема». Рекордом посещаемости клуба являются матчи против «Блэкпула» (4 марта 1959 года, Кубок Англии) и «Вулверхэмптон Уондерерс» (5 ноября 1955 года), собравшие на трибунах 30 069 и 27 911 зрителя соответственно. В те времена «Кенилуэрт Роуд» не имел выделенных сидений и фактически вмещал гораздо больше, чем нынешние 10 266 зрителей. Самыми дорогими трансферами в истории клуба являются трансфер Кертиса Дэвиса в «Вест Бромвич Альбион» за три миллиона фунтов и переход в «Лутон Таун» из «Оденсе» Ларса Эльструпа за 850 тысяч фунтов.

## Состав
Данные приведены по состоянию на 31 мая 2024 года

| №  |                                  | Поз. | Имя                                        | Год рождения |
| -- | -------------------------------- | ---- | ------------------------------------------ | ------------ |
| 1  | Англия                           | Вр   | Джеймс Шей                                 | 1991         |
| 2  | Англия                           | Защ  | Гэбриэл Ошо                                | 1998         |
| 4  | Уэльс                            | Защ  | Том Локьер (вице-капитан)                  | 1994         |
| 5  | Дания                            | Защ  | Мадс Андерсен                              | 1997         |
| 6  | Ирландия                         | Защ  | Глен Рей                                   | 1994         |
| 7  | Ирландия                         | ПЗ   | Чидози Огбене                              | 1997         |
| 9  | Англия                           | Нап  | Карлтон Моррис                             | 1995         |
| 10 | Англия                           | Нап  | Коли Вудроу                                | 1994         |
| 11 | Англия                           | Нап  | Элайджа Адебайо                            | 1998         |
| 12 | Буркина-Фасо                     | Защ  | Исса Каборе (в аренде из «Манчестер Сити») | 2001         |
| 13 | Зимбабве                         | ПЗ   | Марвелус Накамба                           | 1994         |
| 14 | Нидерланды                       | ПЗ   | Тахит Чонг                                 | 1999         |
| 16 | Англия                           | Защ  | Рис Берк                                   | 1996         |
| 17 | Демократическая Республика Конго | ПЗ   | Пелли Руддок Мпанзу                        | 1994         |

| №  |             | Поз. | Имя            | Год рождения |
| -- | ----------- | ---- | -------------- | ------------ |
| 18 | Англия      | ПЗ   | Джордан Кларк  | 1998         |
| 19 | Шотландия   | Нап  | Джейкоб Браун  | 1998         |
| 20 | Ирландия    | ПЗ   | Луи Уотсон     | 2001         |
| 22 | Шотландия   | ПЗ   | Аллан Кэмпбелл | 1998         |
| 24 | Бельгия     | Вр   | Томас Камински | 1992         |
| 25 | Уэльс       | Нап  | Джо Тейлор     | 2002         |
| 27 | Канада      | Нап  | Арибим Пеппл   | 2002         |
| 29 | Ямайка      | Защ  | Амари’и Белл   | 1994         |
| 45 | Англия      | ПЗ   | Алфи Даути     | 1999         |
|    | Флаг Англии | Вр   | Джек Уолтон    | 1998         |
|    | Англия      | Защ  | Райан Джайлз   | 2000         |
|    | Англия      | ПЗ   | Дион Перейра   | 1999         |
|    | Англия      | Нап  | Джон Макати    | 1999         |

## Достижения

### Национальные кубки
- Кубок Англии по футболу
  - Финалист: 1958/59

- Кубок Английской футбольной лиги
  - Обладатель: 1987/88
  - Финалист: 1988/89

- Трофей Футбольной лиги
  - Обладатель: 2008/09

- Кубок полноправных членов
  - Финалист: 1987/88

### Национальные чемпионаты

#### Первый дивизион Футбольной лиги/Английская премьер-лига
- 7-е место: 1986/87

#### Второй дивизион футбольной лиги/Чемпионшип[а][б]
- Чемпион: 1981/82
- Серебряный призёр (2): 1954/55, 1973/74.

#### Третий дивизион футбольной лиги/Лига 1 Английской футбольной лиги
- Чемпион (3): 1936/37 (юг), 2004/05, 2018/19.
- Серебряный призёр (2): 1935/36 (юг), 1969/70.

#### Четвёртый дивизион футбольной лиги/Третий дивизион футбольной лиги/Лига 2 Английской футбольной лиги
- Чемпион: 1967/68
- Серебряный призёр (2): 2001/02, 2017/18.

#### Национальная конференция
- Чемпион: 2013/14
- Серебряный призёр: 2009/10

#### Южная Футбольная лига
- Серебряный призёр (2): 1894/95, 1895/96.

#### Объединённая лига
- Чемпион: 1897/98
- Серебряный призёр: 1896/97

а. ↑  В 2004 году Футбольная лига Англии переименовала Первый дивизион Футбольной лиги в Чемпионат Футбольной лиги. Второй и Третий дивизионы стали «Первой» и «Второй Футбольной лигой».
б. ↑  В 1992 году, Английская Премьер-лига стала высшим дивизионом чемпионата Англии. Первый, Второй и Третий дивизионы стали второй, третьей и четвёртой по значимости лигами.